# Herkules, der Sohn der Götter
Herkules, der Sohn der Götter (Originaltitel: Ulisse contro Ercole) ist ein italienischer mythologischer Abenteuerfilm aus dem Jahr 1962. Das von Mario Caiano inszenierte Werk kam am 1. Juni dieses Jahres auf deutsche Kinoleinwände.

## Inhalt
Götterbote Hermes, der gerade mit Prometheus verhandelt hat, kommt zurück in den Olymp. Als die Rede auf Odysseus kommt, erregt sich Poseidon über die Blendung Polyphems. Zeus schickt daraufhin Herkules auf die Reise, um Odysseus zu bestrafen. Dieser ist in die einem anderen versprochene und deshalb unglückliche Helena verliebt.
Odysseus wird auf dem Seeweg nach Ithaka von der Besatzung eines phönizischen Schiffes überfallen und entführt. Er kann sich aus dem Lagerraum, in dem er gefangen gehalten wird, durch ein selbstentfachtes Feuer befreien und entkommen, während Herkules, der Drahtzier seiner Gefangennahme, sich seinerseits nur mit Muskelkraft aus dem brennenden Kielraum befreien kann. Bei seiner Verfolgung des aufs Festland geflüchteten Odysseus’ werden beide von Vogelmenschen gefangen genommen. Deren Königin Aria will beide hinrichten lassen.
Während der Hinrichtungszeremonie können Herkules und Odysseus aber durch einen Blitzeinschlag, der den Opferbaum trifft, fliehen und begeben sich in das Reich von König Irkanus, wobei ihnen ein Einsiedler behilflich ist. Odysseus überlistet Herkules und zieht allein weiter, wird aber von den Höhlenmenschen des Königs Lago gefangen genommen. Dieser hält sich zahlreiche Mädchen zu seinem Vergnügen. Odysseus beweist Lago, wer er ist. Herkules sucht unterdessen Helena auf, deren Vater gegen ebendiesen Lago Unterstützung benötigt.
Odysseus hilft den Mädchen bei ihrer Flucht, hat Misserfolg beim Versuch, Menschen fliegen zu lassen und wird von Lago alldessentwillen in den Kerker geworfen. Bei der Schlacht der von Herkules unterstützten Irkanus'schen Truppen gegen Lagos Höhlenmenschen siegen die Guten und Odysseus kann gerade noch von Herkules vor dem Tode bewahrt werden. Herkules und Helena sind nun vereint, der zornige Adastro (dem sie versprochen war) entführt sie jedoch. Verfolgt von Odysseus, muss er sich dieses und des dazueilenden Herkules erwehren. Die Zusammenarbeit der beiden besänftigt die Götter: Herkules und Helena dürfen sich lieben, Odysseus heimkehren.

## Kritik
„Unbedarfte Leinwandabenteuer und kraftstrotzende Muskelschau, die weder Sinn für Feinheiten noch für Historie aufweist.“

„Zwar soll man an solche Filmschinken nicht den Maßstab historischer Glaubwürdigkeit anlegen; eine Freundschaft jedoch zwischen Herkules und Odysseus ist ein reichlich starkes Stück. Es entspricht in seiner historischen Dimension annähernd einer Kampfgemeinschaft zwischen Jung-Siegfried und Prinz Eugen gegen Mao-Tse Tung.“